# Laban ng Masa
Laban ng Masa (LnM; pol. Walka mas) – filipińska koalicja wyborcza łącząca partie oraz organizacje o profilu demokratycznym, socjalistycznym i progresywnym.
LnM, jako koalicja prezentująca demokratyczny socjalizm, uczestniczy w procesach politycznych państwa, kładąc nacisk na wybory jako legalny i realny sposób osiągnięcia socjalizmu. Sprzeciwia się podążaniu drogą pozaprawną, preferowaną przede wszystkim przez ugrupowania marksistów-leninistów-maoistów. Koalicja zdecydowanie sprzeciwia się autorytaryzmowi i elitaryzmowi.
Koalicja podczas wyborów prezydenckich i wiceprezydenckich w 2022 na Filipinach, poparła kandydaturę Leody'ego de Guzmana i Waldena Bello.

## Członkowie koalicji
- Alab Katipunan
- Anihan ng Manggagawa sa Agrikultura
- Bangsa
- Bukluran ng Manggagawang Pilipino (BMP)
- KAISA-UP
- Katarungan
- Kongreso ng Pagkakaisang Maralitang Lungsod (KPML)
- Metro East Labour Federation (MELF)
- Metro Manila Vendors' Alliance (MMVA)
- Oriang
- Pagkakaisa ng Manggagawa sa Transportasyon
- Partido Lakas ng Masa
- Pwersa LGBTQ
- Pwersa Riders Club 4
- Pwersa Women
- Pwersa Youth
- Rights
- Samahan ng Progresibong Kabataan (SPARK)
- Sanlakas
- Solidarity of Unions in the Philippines for Empowerment and Reform (SUPER)
- Teachers' Dignity Coalition
- Zone One Tondo Organisation